# L̐
Cette page contient des caractères spéciaux ou non latins. S’ils s’affichent mal (▯, ?, etc.), consultez la page d’aide Unicode.
L̐ (minuscule : l̐), appelée L tchandrabindou est une lettre diacritée qui est utilisée dans certaines romanisations du sanskrit, comme la translittération de Müller.
Elle est composée de la lettre L diacritée d’un tchandrabindou.

## Représentations informatiques
Le L tchandrabindou peut être représenté avec les caractères Unicode suivants :
- décomposé (latin de base, diacritiques) :

| formes    | représentations | chaînes de caractères | points de code | descriptions                                         |
| --------- | --------------- | --------------------- | -------------- | ---------------------------------------------------- |
| capitale  | L̐               | L◌̐                    | U+004C U+0310  | lettre majuscule latine l diacritique tchandrabindou |
| minuscule | l̐               | l◌̐                    | U+006C U+0310  | lettre minuscule latine l diacritique tchandrabindou |

## Sources
- (en) The Alphabets (Characters) of Sanskṛt, Sanskṛt Revolution.
- Max Müller, A Sanskrit Grammar for Beginners in Devanâgarî and Roman Letters throughout, « Handbooks for the Study of Sanskrit », Londres : Longmans, Gree, and co., 1866.